# Nazionale maschile di calcio dello Sri Lanka
La nazionale di calcio dello Sri Lanka è la rappresentativa calcistica nazionale dello Sri Lanka ed è posta sotto l'egida della Football Federation of Sri Lanka.
Fino al 1972 era nota come Ceylon, fino a che la nazione non modificò il suo nome in Sri Lanka.
Membro dell'AFC, la squadra non ha mai partecipato ad alcuna competizione internazionale se si escludono la recentissima AFC Challenge Cup dedicata però a quelle nazionali asiatiche calcisticamente sottosviluppate in cui ha raggiunto la finale subendo però una sconfitta per mano del Tagikistan per 4-0, e la South Asian Football Federation Cup, competizione minore dedicata alle squadre dell'Asia Meridionale vinta dallo Sri Lanka nel 1995; occupa il 200º posto del ranking FIFA.

## Storia

### Origini
Il calcio fu introdotto in Sri Lanka dagli Inglesi che colonizzarono Ceylon. Ci sono tracce che i militari inglesi giocavano a questo presso Colombo, specialmente nel Galle Face Green, parco urbano situato a ridosso del mare, nei campi delle caserme in Echelon Square e in altri parchi urbani. Furono quindi proprio membri dell'esercito britannico (aviatori, marinai, artiglieri ma anche ingegneri militari) i pionieri del calcio per lo Sri Lanka. Lo sport si sviluppò quasi in ugual modo anche nelle altre regioni dell'isola e agli inizi del '900 era abbastanza popolare tra i giovani. In poco tempo furono fondate le prime squadre, composte in maggioranza da bianchi, inizialmente a Colombo e poi nel resto del paese: St. Michael SC, Havelock's FC, Java Lane SC, Wekande SC, Moors FC e CH & FC, l'ultima di queste era una società controllata totalmente dagli Europei. Successivamente si aggiunsero anche l'Harequins FC e il Saunders SC. Il calcio ebbe comunque un impatto abbastanza omogeneo sulle masse e non sfondò mai del tutto, nonostante i molti tentativi degli inglesi di renderlo il più popolare possibile.

### La vittoria nella SAFF Cup 1995
Nel 1995 lo Sri Lanka ospitò l'edizione di quell'anno della Coppa della federazione calcistica dell'Asia meridionale. Al torneo parteciparono, oltre ai padroni di casa, India, Bangladesh, Nepal e Pakistan. Lo Sri Lanka, inserito nel gruppo B, si qualificò alle semifinali pareggiando il match clou con l'India per 2-2. In semifinale i padroni di casa eliminarono il Nepal 2-1 dopo i tempi supplementari giungendo così alla finale, giocata presso Colombo e vinta, sempre dopo 120 minuti, per 1-0 (rete di Wellage) contro l'India. Questo fu il primo e finora l'unico trofeo internazionale alzato dallo Sri Lanka.

### Il secondo posto all'AFC Challenge Cup 2006
Lo Sri Lanka sfiorò il suo secondo titolo internazionale nel 2006, quando raggiunse la finale dell'AFC Challenge Cup, torneo dedicato alle nazionali emergenti asiatiche. Gli isolani vinsero davanti al Nepal il proprio girone, guadagnandosi l'accesso ai quarti di finale che superarono facilmente con un netto 3-0 al Taiwan. In semifinale lo Sri Lanka superò il Nepal solo dopo i calci di rigore (1-1 nei tempi regolamentari, 5-4 dal dischetto), ma in finale non riuscì nell'impresa, perdendo 4-0 contro il Tagikistan.

## Risultati in Coppa del Mondo
- Dal 1930 al 1970 - Non partecipante
- Dal 1974 al 1978 - Ritirata
- Dal 1982 al 1990 - Non partecipante
- Dal 1994 al 2026 - Non qualificata

## Risultati in Coppa d'Asia
- Dal 1956 al 1968 - Non partecipante
- 1972 - Non qualificata
- 1976 - Non partecipante
- Dal 1980 al 1984 - Non qualificata
- Dal 1988 al 1992 - Non partecipante
- Dal 1996 al 2004 - Non qualificata
- 2007 - Ritirata
- Dal 2011 al 2015 - Non partecipante

## Risultati in AFC Challenge Cup
- 2006 - 2º posto
- 2008 - Fase a gruppi

## Risultati in Coppa della Federazione calcistica dell'Asia meridionale
- 1993 - 2º posto
- 1995 - Vincitori
- 1997 - 4º posto
- Dal 1999 al 2006 - Eliminata al 1º turno
- 2008 - Semifinale
- 2009 - Semifinale

## Organico

### Rosa attuale
Lista dei giocatori convocati dal commissario tecnico Abdullah Al Mutairi per le partite di qualificazioni alla Coppa d'Asia 2027 contro la Cambogia rispettivamente del 5 e 10 settembre 2024.
Presenze e reti aggiornate al 10 settembre 2024.
| 1  | P | Sujan Perera              | 18 luglio 1992    | 51 | 0 | TC Sports         |  |  |
| 20 | P | Mohamed Mursith           | 4 gennaio 2001    | 0  | 0 | Blue Star         |  |  |
| 22 | P | Kaveesh Lakpriya Fernando | 10 gennaio 1995   | 1  | 0 | Blue Star         |  |  |
|    |   |                           |                   |    |   |                   |  |  |
| 3  | D | Harsha Fernando           | 21 novembre 1992  | 35 | 0 | Up Country Lions  |  |  |
| 15 | D | Claudio Kammerknecht      | 26 luglio 1999    | 3  | 1 | Dinamo Dresda     |  |  |
| 17 | D | Jude Supan                | 30 luglio 1998    | 27 | 0 | Renown            |  |  |
| 18 | D | Barath Suresh             | 11 giugno 2003    | 7  | 0 | Langwarrin        |  |  |
| 19 | D | Jack Hingert              | 26 settembre 1990 | 4  | 0 | Brisbane Roar     |  |  |
| 23 | D | Jason Thayaparan          | 1º ottobre 1995   | 4  | 0 | Eintracht Treviri |  |  |
|    |   |                           |                   |    |   |                   |  |  |
| 2  | C | Anujan Rajendram          | 11 maggio 2000    | 2  | 0 | Strindheim        |  |  |
| 6  | C | Steven Sacayaradjy        | 22 gennaio 1997   | 4  | 0 | Onet-le-Château   |  |  |
| 12 | C | Leon Perera               | 1º gennaio 1997   | 6  | 0 | Lüneburger        |  |  |
| 15 | C | Mohamed Hasmeer           | 7 gennaio 1998    | 1  | 0 | Navy Sea Hawks    |  |  |
| 19 | C | Aman Faizer               | 12 marzo 1999     | 15 | 0 | Club Lagoons      |  |  |
| 21 | C | Adhavan Rajamohan         | 21 febbraio 1993  | 8  | 0 | IFK Haninge       |  |  |
| 46 | C | Tenuka Ranaweera          | 22 agosto 2005    | 8  | 0 | Nairobi United    |  |  |
|    |   |                           |                   |    |   |                   |  |  |
| 5  | A | Sam Durrant               | 16 febbraio 2002  | 2  | 0 | Dundalk           |  |  |
| 7  | A | Wade Dekker               | 21 aprile 1994    | 4  | 0 | Dandenong Thunder |  |  |
| 9  | A | Oliver Kelaart            | 16 aprile 1998    | 6  | 2 | Haukar            |  |  |
| 11 | A | Shenal Sandesh            | 25 luglio 2002    | 2  | 0 | Up Country Lions  |  |  |
| 13 | A | Ahmed Waseem Razeek       | 13 settembre 1994 | 21 | 9 | Eastern District  |  |  |
| 14 | A | Mohamed Aakib             | 26 giugno 2000    | 26 | 3 | Colombo           |  |  |
| 23 | A | Rifkhan Mohamed           | 25 ottobre 1999   | 8  | 0 | Defenders         |  |  |